# Milán Szabó
Milán Szabó (* 28. Dezember 1990 in Vác) ist ein ehemaliger ungarischer Biathlet und Skilangläufer.
Milán Szabó lebt in Gyöngyös. Der Student begann 1999 mit dem Biathlonsport und startete für Vasas Budapest. Er bestritt seine ersten Rennen 2007 im Rahmen des Europacups. Erste internationale Meisterschaften wurden die Juniorenweltmeisterschaften 2008 in Ruhpolding, bei denen der Ungar 82. des Einzels und 76. im Sprintrennen wurde. 2009 wurde sie bei den Junioren-Weltmeisterschaften in Canmore 50. des Einzels. Es dauerte bis zu den Juniorenrennen der Sommerbiathlon-Weltmeisterschaften 2010 in Duszniki-Zdrój, dass Szabó zu einem weiteren Einsatz bei einem internationalen Großereignis kam. Er wurde 39. eines Sprints.
Seine ersten Rennen bei den Männern im Leistungsbereich bestritt Szabó 2008 in Obertilliach und wurde 157. des Sprints. In Nové Město na Moravě konnte er wenig später als 69. eines Sprints erstmals eine zweistellige Platzierung erreichen. Es dauerte bis 2012, dass er in Canmore als 39. eines Sprints bei den ersten IBU-Cup-Rennen außerhalb Europas IBU-Cup-Punkte gewann. Erste internationale Meisterschaften bei den Männern wurden die Europameisterschaften 2012 in Osrblie, bei denen Szabó als 67. des Sprintrennens das Verfolgungsrennen verpasste. Letztmals international im Biathlon startete er bei den Biathlon-Europameisterschaften 2013 in Nové Město. Dort belegte er den 127. Platz im Einzel und den 113. Rang im Sprint.
Im Skilanglauf bestritt Szabó seine ersten Rennen im Januar 2007 im Slavic Cup, später auch im Alpencup und in FIS-Rennen. Einen Monat später folgte der erste Start beim Europäischen Olympischen Jugendfestival in Jaca, wo er 78. über 10 Kilometer Freistil wurde. Es folgten die Nordischen Skiweltmeisterschaften 2009 in Liberec, bei denen Szabó 91. des Freistil-Sprints wurde. 2010 ging er in Hinterzarten bei den Juniorenweltmeisterschaften an den Start und belegte über 10 Kilometer Klassisch den 86. Platz und beendete in der 20-Kilometer-Verfolgung das Rennen nicht. Am Holmenkollen in Oslo folgte ein zweiter Start bei den Nordischen Skiweltmeisterschaften 2011, wo Szabó erneut im Freistil-Sprint antrat und als 82. erneut das Finale verpasste. In der Saison 2012/13 belegte er bei den U23-Weltmeisterschaften 2013 in Liberec den 67. Platz über 15 km Freistil und bei den Nordischen Skiweltmeisterschaften 2013 im Val di Fiemme den 100. Platz über 15 km Freistil sowie den 28. Rang im Teamsprint. In der folgenden Saison nahm er an vier Rennen im Skilanglauf-Weltcup teil und erreichte in Szklarska Poręba mit dem 51. Platz im Sprint sein bestes Ergebnis. Dies waren seine einzigen Teilnahmen an dieser Rennserie. Beim Saisonhöhepunkt, den Olympischen Winterspielen 2014 in Sotschi, kam er auf den 78. Platz über 15 km klassisch und auf den 73. Rang im Sprint. Im folgenden Jahr errang er bei der Winter-Universiade in Štrbské Pleso den 52. Platz im Sprint.

## Biathlon-Weltcup-Platzierungen
Die Tabelle zeigt alle Platzierungen (je nach Austragungsjahr einschließlich Olympische Spiele und Weltmeisterschaften).
- 1.–3. Platz: Anzahl der Podiumsplatzierungen
- Top 10: Anzahl der Platzierungen unter den ersten zehn (einschließlich Podium)
- Punkteränge: Anzahl der Platzierungen innerhalb der Punkteränge (einschließlich Podium und Top 10)
- Starts: Anzahl gelaufener Rennen in der jeweiligen Disziplin
- Staffel: inklusive Mixed- und Single-Mixed-Staffeln

| Platzierung         | Einzel | Sprint | Verfolgung | Massenstart | Staffel | Gesamt |
| ------------------- | ------ | ------ | ---------- | ----------- | ------- | ------ |
| 1. Platz            |        |        |            |             |         |        |
| 2. Platz            |        |        |            |             |         |        |
| 3. Platz            |        |        |            |             |         |        |
| Top 10              |        |        |            |             |         |        |
| Punkteränge         |        |        |            |             |         |        |
| Starts              | 2      | 4      |            |             |         | 6      |
| Stand: Karriereende |        |        |            |             |         |        |